# Hugo Suter
Hugo Suter (* 12. August 1943 in Aarau; † 16. August 2013 in Birrwil) war ein Schweizer Künstler.

## Leben

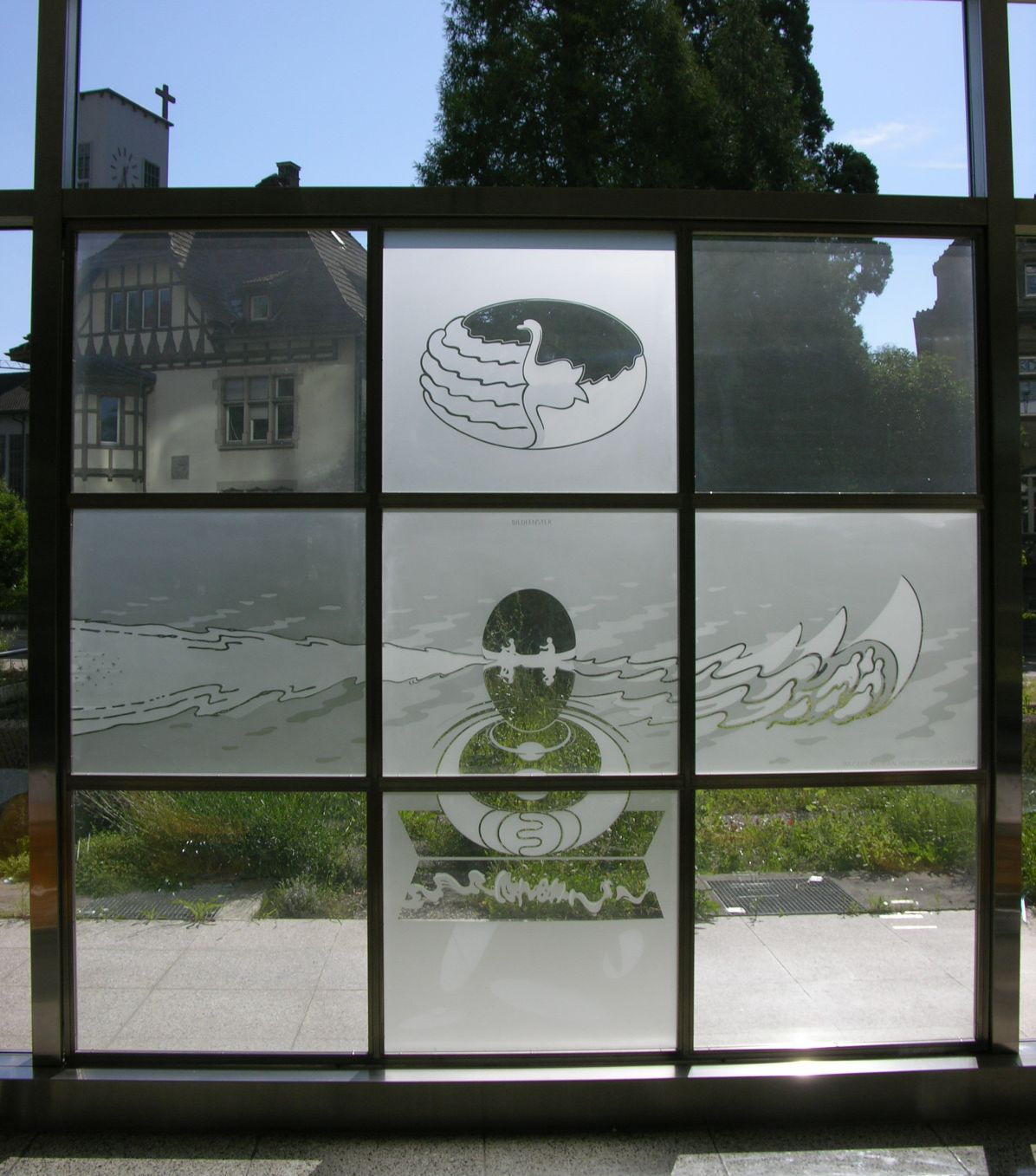
Fensterbild an der Alten Kantonsschule Aarau

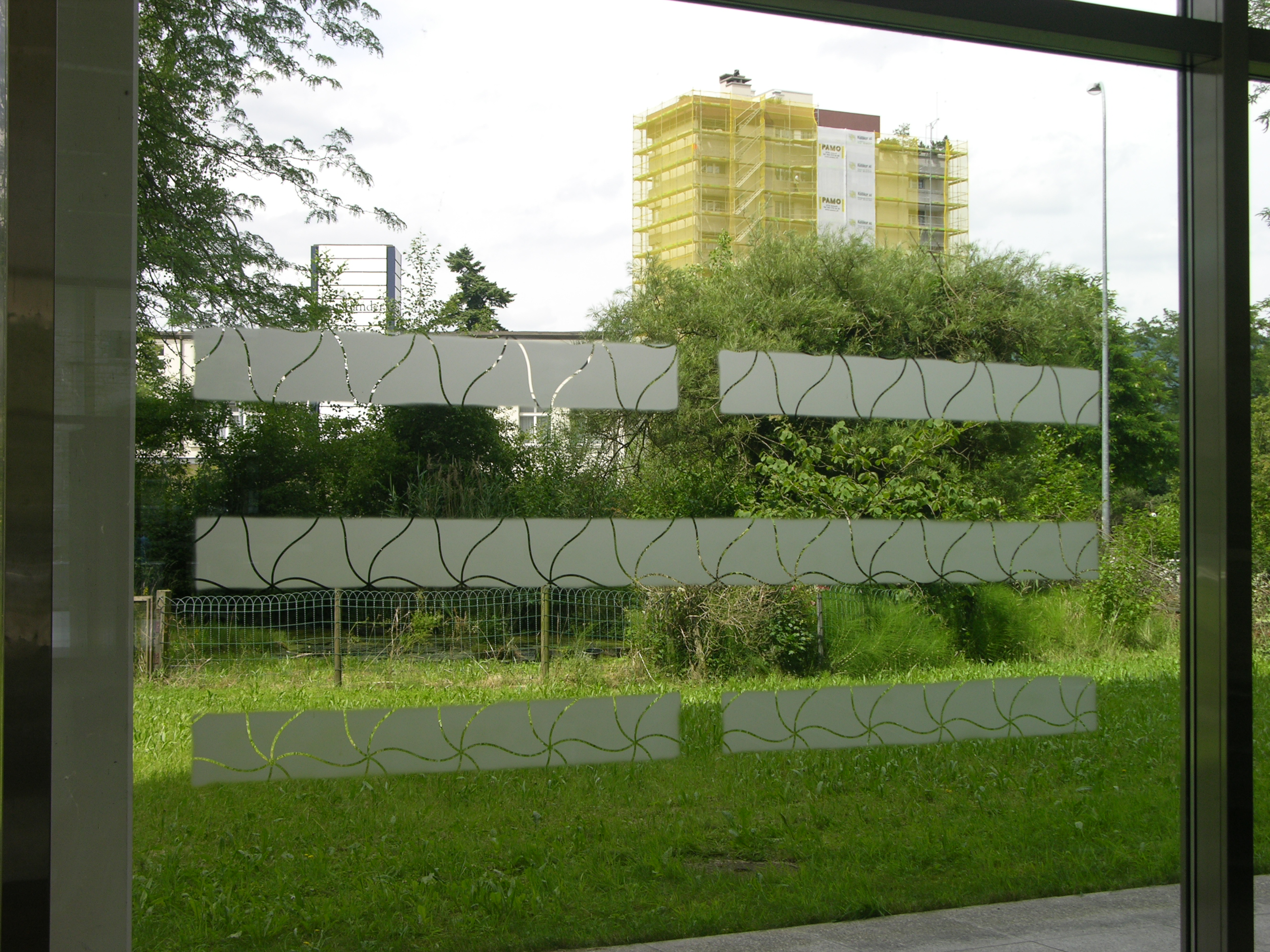
Fensterbild an der Alten Kantonsschule Aarau

Hugo Suter wuchs in Gränichen auf. Zwischen 1959 und 1963 absolvierte er eine Ausbildung zum Tiefdruckretoucheur in Zofingen und war von 1964 bis 1966 in der Zeichenlehrerklasse der Kunstgewerbeschule in Zürich. 1966 und 1967 machte er ein Praktikum im Atelier des Bildhauers Bernhard Luginbühl in Mötschwil und schloss sich ab 1968 der Ateliergemeinschaft Ziegelrain in Aarau an. Zwischen 1968 und 1982 war er Zeichenlehrer mit Teilpensum an der Bezirksschule Buchs. Von 1982 bis 1986 hatte er einen Lehrauftrag für figürliches Zeichnen an der ETH Zürich. Von 1982 bis 1988 unterhielt er ein Atelier in Beinwil am See und zwischen 1988 und 1993 in Seon.
Von 1993 bis zu seinem Tod lebte und arbeitete Suter in Birrwil.

## Werk
Suter beschäftigte sich mit Malerei, Zeichnung, Fotografie, Objektkunst und Installationen. Glas gehörte zu einem seiner bevorzugten Bildträger. Er beschäftigte sich intensiv mit den Zusammenhängen zwischen künstlerischem Gestalten und wissenschaftlichem Forschen. Bezeichnend für Suters Schaffen sind thematische Werkgruppen, die jeweils eine bestimmte Fragestellung in den Vordergrund stellten. Immer wieder gibt es Verbindungen zwischen diesen einzelnen Themenblöcken, gleichzeitig aber auch Einzelwerke, die ausserhalb dieser Zusammenhänge stehen.
Zu seinem Hauptwerk gehört der 65 Teile umfassende Paravent (1978–1995/2002) aus zaunartig in den Raum gestellten Fensterflügeln mit wechselnden Oberflächenerscheinungen des Hallwilersees.

### Werke im öffentlichen Raum
- Alte Kantonsschule Aarau, Glasfassade, 1984–86
- Birr-Lupfig, Oberstufenschulhaus, Glunggenglanz, Glasfassade, 1989
- Basel, UBS, Filiale Ahornhof, Glasfassade, 1990
- Münsingen, Psychiatriezentrum Münsingen, Wirtschaftsgebäude, Raumgestaltung, 1990
- Brugg, Oberstufenschulhaus Au-Langmatt, Glasbilderfolge, 1995
- Widen, Altersheim, Gestaltung der Korridore und Lichtschächte, 1995
- Aarau, Saalbau, Bodenintarsien und Schrift auf Granitwand, 1996
- Brugg, Neue Aargauer Bank, Schalterhalle und Konferenzraum, 2001
- Aarau, Krematorium, Glasfassade im Zwischenbau, 2001
- Aarau, Überbauung Bahnhof Süd, Balkonbrüstung, Glas sandgestrahlt, 2002
- Zug, Friedhofsgebäude mit Abdankungshalle St. Michael, Holzpaneele vor verglaster Front, 2004
- Zürich, Stadtspital Triemli, bedruckte Fenster über zwei Stockwerke, 2006
- Zürich, Psychiatrische Universitätsklinik Zürich, Spitalkirche, bedruckte Fenster, 2006

## Auszeichnungen
- 1972: Eidgenössisches Kunststipendium
- 1973: Preis für Objektkunst der 1. Biennale der Schweizer Kunst im Kunsthaus Zürich
- 1982: Preis der Stiftung für die Graphische Kunst in der Schweiz
- 1990: Atatürk-Preis anlässlich der 3. Asien-Europa Biennale in Ankara
- 2001: Aargauer Kulturpreis

## Ausstellungen
- 1982: Einzelausstellung im Aargauer Kunsthaus Aarau
- 1988: Ausstellung im Kunsthaus Zürich
- 1992: im Swiss Institute, New York
- 1996: Fotomuseum Winterthur
- 1997: umfassende Retrospektive im Aargauer Kunsthaus Aarau
- 2004: Haus der Kunst St. Josef in Solothurn
- 2005: Stiftung DKM in Duisburg
- 2006: Helmhaus Zürich
- 2008: Museum Kunstpalast, Düsseldorf
- 2010: Aargauer Kunsthaus Aarau
- 2014: Kunst(Zeug)Haus, Rapperswil-Jona